# Заґуркі (Лодзинське воєводство)
Заґуркі (пол. Zagórki) — село в Польщі, у гміні Пенчнев Поддембицького повіту Лодзинського воєводства.
Населення — 82 особи (2011).
У 1975-1998 роках село належало до Серадзького воєводства.

## Демографія
Демографічна структура станом на 31 березня 2011 року:
|          | Загалом | Допрацездатний вік | Працездатний вік | Постпрацездатний вік |
| -------- | ------- | ------------------ | ---------------- | -------------------- |
| Чоловіки | 47      | 10                 | 30               | 7                    |
| Жінки    | 35      | 5                  | 21               | 9                    |
| Разом    | 82      | 15                 | 51               | 16                   |